# The Perfect Date
The Perfect Date és una pel·lícula de comèdia romàntica dels Estats Units del 2019 dirigida per Chris Nelson. Es tracta de l'adaptació de la novel·la The Stand-In de Steve Bloom.

## Sinopsi
En Brooks Rattigan té una obsessió: entrar a la prestigiosa Universitat Yale. Prové d'una família modesta, amb un pare que no té els mitjans financers perquè ell pugui fer realitat el seu somni.
Després d'una feineta on guanya uns quants diners acompanyant una noia desconeguda a un ball, en Brooks decideix, amb l'ajuda del seu millor amic Murph, crear una aplicació que li permeti llogar els seus serveis de "fals xicot".